# Rhatta
Rhatta là một chi bướm đêm thuộc họ Noctuidae.